# Хорчин-Юичжунци
Хорчин-Юичжунци (кит. упр. 科尔沁右翼中旗, пиньинь Kē'ěrqìn Yòuyì Zhōng qí) — хошун аймака Хинган автономного района Внутренняя Монголия (КНР). Название хошуна означает «среднее знамя правого крыла хорчинов».

## История
Предки нынешнего населения этих мест жили между рекой Аргунь и озером Хулун. В XV веке они откочевали на восток, за Большой Хинган, и расселились вдоль реки Нэньцзян; возглавил их потомок в 15-м поколении Джочи-Хасара, и потому они стали известны как «хорчины» («стрелки из лука»). Потом часть хорчинов откочевала на юг, расселившись по обширной территории.
Когда в XVII веке южные монголы покорились маньчжурам, те ввели среди монголов «знамённую» систему. Хорчины были разделены на правое (восточное) и левое (западное) «крылья», а хорчины правого крыла были дополнительно разделены на переднее, среднее и тыльное «знамёна» (по-монгольски — хошуны).
После образования КНР хошун вошёл в состав аймака Хинган автономного района Внутренняя Монголия. В 1953 году восток Внутренней Монголии был выделен в особую административную единицу, и аймак Хинган был расформирован. В 1954 году от особого статуса восточной части Внутренней Монголии было решено отказаться, однако аймак восстанавливать не стали, а его бывшие земли вошли в состав аймака Хулун-Буир. В 1965 году хошун был передан в состав аймака Джирим.
В 1969 году аймак Джирим был передан в состав провинции Гирин; в 1979 году возвращён в состав Автономного района Внутренняя Монголия. В 1980 году был восстановлен аймак Хинган, и хошун Хорчин-Юичжунци был возвращён в его состав.

## Административное деление
Хошун Хорчин-Юичжунци делится на 6 посёлков и 6 сомонов.